# 术语学
术语学（英語：terminology，terminology science）是在特定领域中，专门词汇或专业含义的总称，也是对这些词汇和它们如何使用的研究。术语学是语言学的一个分支，其创立是为了在一个或多个领域的特殊语境下，通过对一个概念命名一个专有名词（术语），以便加以研究和分析，从而记载这些概念，促进术语正确用法的一门学科。
在术语学还没被应用以前，词的应用领域比较随意，可以应用在实际生活中很多地方，但是对一个或多个领域中概念能与之对应却一无所知，所以术语和词不同在于应用的对象与特定性。
每个领域都会有相关的术语，就如同在生活中经常有一个双关语代指多义词，这现象就是最好的反例。每个术语都需要所指明确，通过术语就可以直接对应到它的概念，却未必可使人理解到它的意思，这问题不论是在中文里还是在印欧语言里都普遍存在，比如：“路由器”这个词很难通过字面理解到它要表达的意思，必须要经由解释它的概念才会容易被人理解。
随着社会的发展，出现了越来越多新的领域，而且同一个领域也在不断的发展中，当新的概念的产生，必然需要新的术语，这导致了术语不断地增加，过多的术语反而会有损整体术语意思的清晰度，尤其在同一个领域中，术语与术语之间必须要清晰而统一的逻辑层次，但是对于多个领域之间概念不同，却经常出现命名相同的术语，甚至于会与实际生活中应用的词是相同，因此术语需要与概念产生切合度，才能明确区分其差别。
每当领域里有一个新概念出现，在还没命名新的术语以前，必须先设想到是否具备可用性，如果不能够被人所认知、研究不常被人所提及，就避免为它创造新的词，如果是具备可用性，那么命名新的术语才能发挥关键字作用，並且能划分出这个领域的疆界，从而让人了解到这个领域。